# You're Only Human (Second Wind)
You're Only Human (Second Wind) est une chanson écrite, composée et interprétée par Billy Joel en 1985, paru sur le best of Greatest Hits - Volumes I & II et en single.
La chanson est écrite en prévention du suicide chez les adolescents. De plus, Joel, qui a tenté de se suicider, s'est demandé s'il pouvait écrire une chanson sur le suicide dans l'espoir de promouvoir la prévention chez les adolescents. Il se décide à l'écrire, mais est préoccupé par son projet d'origine, d'une tonalité pessimiste. Finalement, il crée une nouvelle chanson plus joyeuse.

## Sources
- (en) Cet article est partiellement ou en totalité issu de l’article de Wikipédia en anglais intitulé « You're Only Human (Second Wind) » (voir la liste des auteurs).